# Nazionale maschile under 19 di calcio della Turchia
La nazionale Under-19 di calcio della Turchia è la rappresentativa calcistica Under-19 della Turchia ed è posta sotto l'egida della federazione calcistica turca.
La selezione compete per il campionato europeo di calcio Under-19. In questa manifestazione ha raggiunto, come miglior piazzamento, il secondo posto nel 2004.

## Piazzamenti agli Europei Under-19
- 2002: Turno di qualificazione
- 2003: Turno di qualificazione
- 2004: Secondo posto
- 2005: Turno di qualificazione
- 2006: Primo turno
- 2007: Fase Elite
- 2008: Fase Elite
- 2009: Primo turno
- 2010: Fase Elite
- 2011: Primo turno
- 2012: Fase Elite
- 2013: Primo turno
- 2014: Fase Elite
- 2015: Fase Elite
- 2016: Fase Elite
- 2017: Fase Elite
- 2018: Primo turno
- 2019: Fase Elite
- 2020 - 2021: Tornei annullati
- 2022: Fase Elite
- 2023: Fase Elite
- 2024: Primo turno